# Sławomir Izdebski
Sławomir Izdebski (ur. 21 maja 1971 w Siedlcach) – polski polityk, rolnik, działacz związkowy, senator V kadencji.

## Życiorys
Zajął się prowadzeniem rodzinnego gospodarstwa rolnego w Borkach-Kosach w gminie Zbuczyn, a został także właścicielem hurtowni paszy. W 2009 ukończył studia pedagogiczne na Akademii Podlaskiej w Siedlcach.
W 1998 przystąpił do ZZR „Samoobrona” oraz partii Przymierze Samoobrona, był liderem protestów rolniczych w byłym województwie siedleckim w tym samym roku. W 1999 został wybrany na wiceprzewodniczącego zarządu regionu mazowieckiego tej partii, w 2000 na członka rady krajowej (ugrupowanie przyjęło wówczas nazwę Samoobrona RP).
W wyborach w 2001 z ramienia tej partii uzyskał mandat senatora V kadencji z okręgu siedleckiego. Pełnił funkcję sekretarza Senatu oraz wiceprzewodniczącego Komisji Rolnictwa i Rozwoju Wsi. W wyborach w 2005 bez powodzenia ubiegał się o reelekcję.
W styczniu 2006 po konflikcie z m.in. posłem Krzysztofem Filipkiem został wykluczony z Samoobrony RP. Oskarżył następnie władze tego ugrupowania o wymuszanie pieniędzy od kandydatów w wyborach. W marcu 2006 współtworzył partię pod nazwą Samoobrona Ruch Społeczny, której został przewodniczącym. Funkcję tę pełnił do sierpnia 2006. W lipcu 2007 współtworzył Samoobronę Odrodzenie (powstałą na bazie Samoobrony RS). W przedterminowych wyborach parlamentarnych w 2007 bez powodzenia kandydował jako jej przedstawiciel z listy Prawa i Sprawiedliwości do Sejmu (otrzymał 3838 głosów). W tym samym roku współtworzył Ogólnopolskie Porozumienie Związków Zawodowych Rolników i Organizacji Rolniczych, którego został przewodniczącym. Następnie utworzył Związek Zawodowy Rolników Polskich.
W wyborach samorządowych w 2010 bez powodzenia kandydował do rady powiatu siedleckiego z listy KWW „Porozumienie na rzecz Powiatu”. W kwietniu 2015 stanął na czele nowo powołanego ugrupowania politycznego Ruch Społeczny Rzeczypospolitej Polskiej, które poparło Pawła Kukiza w wyborach prezydenckich w tym samym roku. W wyborach parlamentarnych w 2015 Sławomir Izdebski bezskutecznie kandydował z jego ramienia do Senatu w jednym z mazowieckich okręgów. Wiosną 2024 był jednym z liderów protestów rolników, którzy przeprowadzili m.in. marsz na Warszawę.
W 2020 został nieprawomocnie skazany przez Sąd Okręgowy w Siedlcach m.in. na karę 4 lat i 6 miesięcy pozbawienia wolności za nieprawidłowe działania w obrocie gospodarczym na szkodę rolników. W wyniku apelacji Sąd Apelacyjny w Lublinie m.in. zmniejszył wymiar kary, skazując go w 2023 na karę jednego roku pozbawienia wolności z warunkowym zawieszeniem na trzy lata.

## Życie prywatne
Żonaty, ma trzech synów.